# Ischnomera excavata
Ischnomera excavata is een keversoort uit de familie schijnboktorren (Oedemeridae). De wetenschappelijke naam van de soort is voor het eerst geldig gepubliceerd in 1852 door LeConte.